# Bradleystrandesia dentifera
Bradleystrandesia dentifera är en kräftdjursart som först beskrevs av Dobbin 1941.  Bradleystrandesia dentifera ingår i släktet Bradleystrandesia och familjen Cyprididae. Inga underarter finns listade.